# Thunder in Paradise
Thunder in Paradise was een Amerikaanse actieserie van de makers van Baywatch met Hulk Hogan, Chris Lemmon en Carol Alt in de hoofdrol. De serie begon oorspronkelijk in 1993 als direct-naar-video film en kreeg het erop volgende jaar een 22 afleveringen durende vervolgserie op televisie. De serie stopte na dit eerste en enige seizoen. 
De serie gaat over twee voormalige Navy SEALs die nu als huurlingen werken vanuit hun tropische uitvalsbasis aan de kust van Florida. In elke aflevering nemen zij het met hun high-tech speedboot "Thunder" op tegen criminelen en andere boeven. 
De serie kreeg een vervolg als interactieve computergame op Philips CD-i. 

## Rolverdeling
- Hulk Hogan als Randolph J. "Hurricane" Spencer
- Chris Lemmon als Martin "Bru" Brubaker
- Carol Alt als Kelly LaRue
- Ashley Gorrell als Jessica Whitaker Spencer (afleveringen 4-22)
- Patrick Macnee als Edward Whitaker
- Felicity Waterman als Megan Whitaker Spencer (afleveringen 1-3)
- Robin Weisman als Jessica Whitaker Spencer (afleveringen 1-3)
- Russ Wheeler als de stem van  "Thunder"
- Sam J. Jones als Piloot
- Michael Andrews als The Beach Bartender
- Kiki Shepard als Trelawny aka D. J. Moran
- Heidi Mark als Alison Wilson

## Afleveringen
1. "Thunder in Paradise", Part One
2. "Thunder in Paradise", Part Two
3. "Tug of War"
4. "Sea Quentin"
5. "Strange Bru"
6. "Sealed with a Kismet", Part One
7. "Sealed with a Kismet", Part Two
8. "Changing of the Guard"
9. "Gettysburg Change of Address"
10. "Distant Shout of Thunder"
11. "Nature of the Beast"
12. "Identity Crisis"
13. "Queen of Hearts"
14. "Plunder in Paradise"
15. "Eye for an Eye"
16. "Endangered Species"
17. "Deadly Lessons", Part One
18. "Deadly Lessons", Part Two
19. "Blast Off"
20. "Dead Reckoning"
21. "The M.A.J.O.R. and the Minor", Part One
22. "The M.A.J.O.R. and the Minor", Part Two